# Бернгард Адальберт Еміль Кене
Бернгард Адальберт Еміль Кене (нім. Bernhard Adalbert Emil Koehne або нім. Emil Koehne, 12 лютого 1848 — 12 жовтня 1918) — німецький ботанік, гімназійний вчитель та гімназійний професор.

## Біографія
Бернгард Адальберт Еміль Кене народився 12 лютого 1848 року біля міста Штрігау.
Кене працював гімназійним учителем та професором гімназії у Берліні.
У 1893 році він написав роботу Deutsche Dendrologie.
Кене зробив значний внесок у ботаніку, описавши багато видів насіннєвих рослин.
Бернгард Адальберт Еміль Кене помер у Берліні 12 жовтня 1918 року.

## Наукова діяльність
Бернгард Адальберт Еміль Кене спеціалізувався на насіннєвих рослинах.

## Наукові праці
- Deutsche Dendrologie (Stuttgart, 1893, 601 Seiten).

## Почесті
Рід рослин Koehneola родини Айстрові був названий на його честь.